# Gâche de Vendée

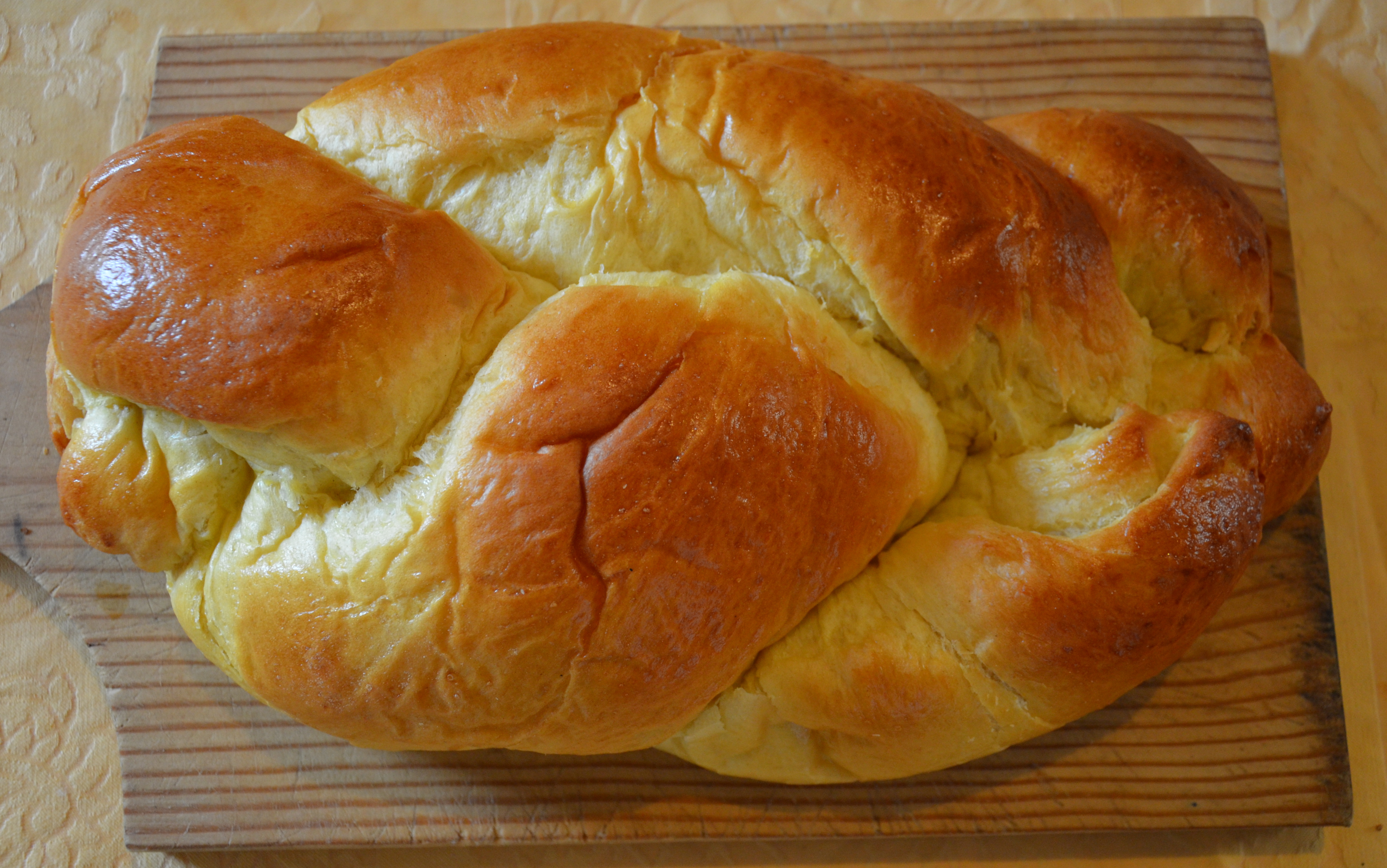
Gâche de Vendée.

La gâche es una especialidad culinaria de la Vendée (oeste de Francia) clasificada IGP desde 2011. Se trata de un bollo con forma de pan, parecido a un brioche pero con una miga más consistente. Se compone principalmente a base de harina, huevos, mantequilla, azúcar y nata líquida.

## Historia
No se conoce bien su origen exacto, pero su historia remonta a la Edad Media. Cada familia fabricaba o hacía fabricar su gâche con ocasión de las fiestas, sobre todo para la Pascua.
La panadería se convierte en un verdadero oficio en el siglo XIX, por lo que la receta tradicional campesina se mejora y se adapta por entonces a los nuevos métodos de fabricación. 
Hoy en día la gâche es un producto tradicional muy apreciado que se encuentra en todas las panaderías de Vendée.